# 100 (число)
100 (сто) — натуральне число між 99 і 101.

## Математика
- 2100 = 1.2676506 × 1030
- Число 100 є основою відсотків. 100% є повною сумою.
- Сума перших 9 простих чисел дорівнює 100.
- Сума цифр числа 100 — 1.
- Добуток цифр числа 100 — 0.
- Дільниками числа 100 є 1, 2, 4, 5, 10, 20, 25, 50.
- щасливе число

## Наука
- Атомний номер Фермію

## Дати
- 100 рік; 100 рік до н. е.